# Феизољо
Феизољо (итал. Feisoglio) је насеље у Италији у округу Кунео, региону Пијемонт.
Према процени из 2011. у насељу је живело 250 становника. Насеље се налази на надморској висини од 699 м.

## Становништво
Према резултатима пописа становништва 2011. у општини је живело 344 становника.
| 1936. | 1951. | 1961. | 1971. | 1981. | 1991. | 2001. | 2011. |
| ----- | ----- | ----- | ----- | ----- | ----- | ----- | ----- |
| 831   | 776   | 617   | 540   | 517   | 459   | 395   | 344   |